# Lion (constellation)
Leo
Pour les articles homonymes, voir lion (homonymie).
Le Lion est une constellation du zodiaque traversée par le Soleil du 11 août au 16 septembre. Dans l'ordre du zodiaque, cette constellation se situe entre le Cancer à l'ouest et la Vierge à l'est.
Cette constellation contient plusieurs étoiles brillantes, telles Régulus, le cœur du Lion, et Denebola, sa queue.

## Histoire

### En Mésopotamie

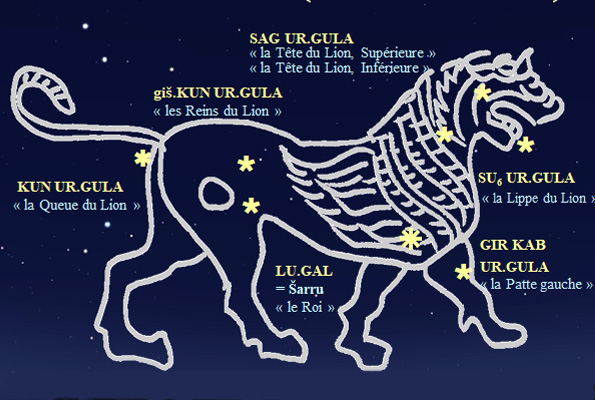
Le Lion mésopotamien vers 500 av. è. c.

Les Mésopotamiens nomment, dès l’époque paléobabylonienne (2000-1600 av. è. c.), l'étoile Alpha Leonis UR.GU.LA = Urgulû, « le Lion », ou UR.MAḪ = Nēšu, de même signification.
Plus tard, quand le ciel est organisé en constellations, ce qui se mesure au fait que les étoiles proches sont affectées d'un nom correspondant à leur situation dans une figure projetée sur la voûte céleste, soit dans la première moitié du 1er millénaire av. è. c., la plupart des étoiles du Lion possèdent une dénomination, depuis SU6, « la Lippe », jusqu’à KUN, « la Queue ». Certains textes placent cette figure sous l’égide d’un dieu mineur, Lātarāk, personnage à tête de lion, mais il est bien possible que nous ayons là, au moins dans certaines cités, un emblème de la déesse Ištar.

### En Grèce et à Rome

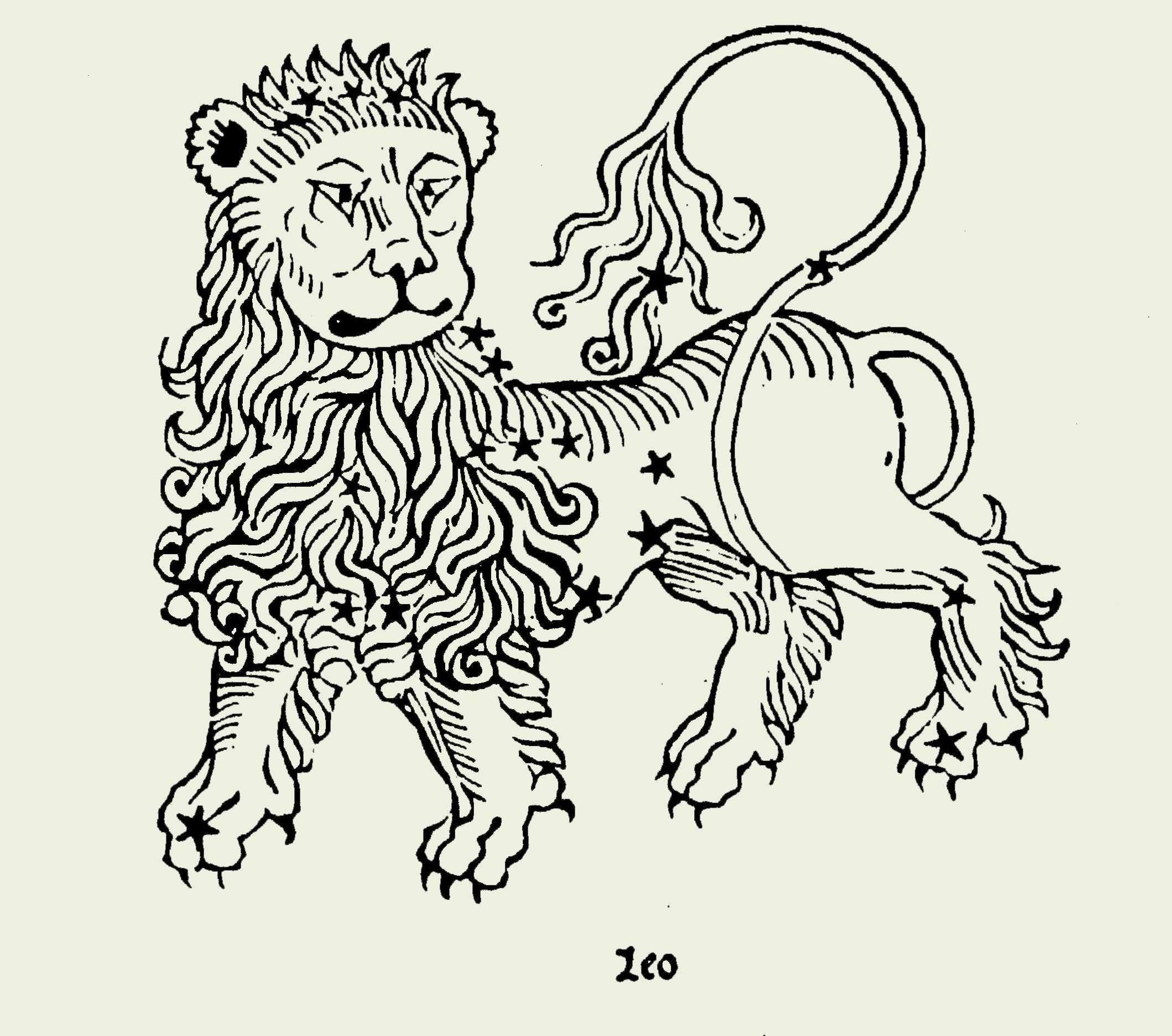
La figure de Leo dans l'édition de 1482 du Poeticon astronomicon dHyginus.

Les Grecs héritent de cette figure sous le nom de Λέων, attestée depuis Euctémon (fl. 432 av. è. c.) et ils l'adaptent à leur propre imaginaire. Selon Ératosthène, il s'agirait du Lion de Némée, tué par Héraclès lors du premier de ses Douze Travaux.
Les Latins se sont contentés de rendre le grec, à partir des Aratea de Cicéron, Λέων en Leo.

### Chez les Arabes

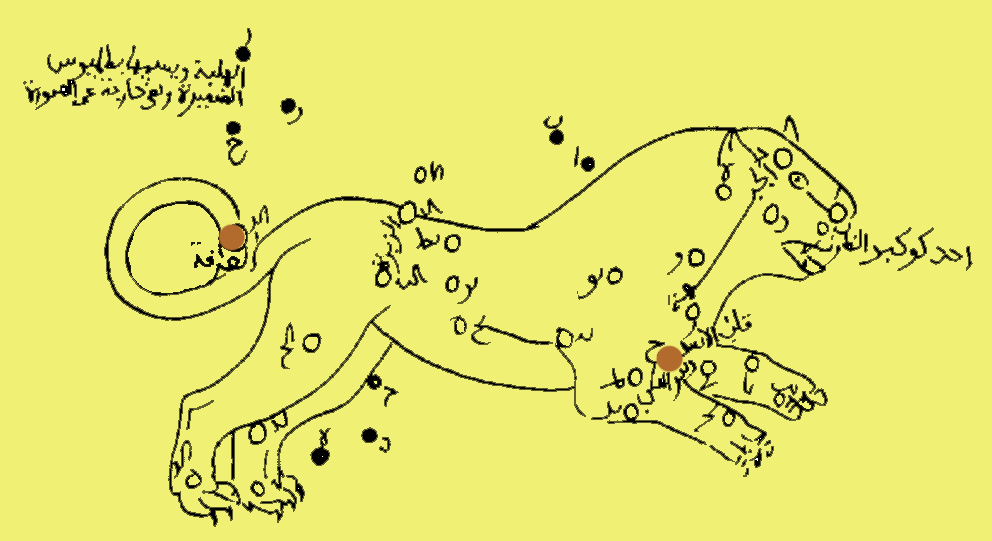
La figure de الأسد al-Asad d'après une copie du traité de ᶜAbd al-Raḥmān al-Ṣūfī, 1606, St-Pétersbourg.

Chez les Arabes, il faut distinguer le ciel traditionnel qui comprend les manāzil al-qamar ou « stations lunaires », et le ciel gréco-arabe, c’est-à-dire celui que les astronomes classiques ont repris des Grecs au IXe siècle de notre ère.
Avant de reprendre des Grecs la figure de Λέων parmi leurs constellations, les Arabes avaient déjà, dans le ciel traditionnel, al-Asad, « le Lion », comme signe zodiacal, attesté dans l’horoscope de fondation de la ville de Baghdad en 762, ainsi que nous rapporte l’érudit persan al-Bīrūnī. Ils voyaient, organisé à partir des stations lunaires (manāzil al-qamar), un « Superlion » couvrant sur l’écliptique l’espace allant d’un côté de la partie supérieure des Gémeaux et de l’autre du Petit Chien, aux dernières étoiles de la Vierge.
Ainsi, l’espace du Lion gréco-arabe couvre quatre manāzil al-qamar ou « stations lunaires ». En premier, la IXe station, partagée avec l’espace du Cancer, formée par le couple κ Cnc + λ Leo, et nommée لطرف al-Ṭarf, « le Regard », de signification obscure ; ensuite la Xe station, formée par le groupe α, η, γ et ζ Leo, et nommée الجبهة al-Ğabha, peut-être « la Troupe », ou « le Groupe » ; puis la XIe station, formé par le couple δ et θ Leo et nommée الخراتان al-Ḫarātān, de signification inconnue ; enfin la XIIe station, représentée par β Leo et nommée الصرفة al-Ṣarfa, « le Changement [du Temps] ». Dans un second temps, les deux premiers objets célestes sont intégrés dans la figure du Superlion arabe : le premier, الطرف al-Ṭarf, est interprété comme عيننا الاسد ᶜAynā l-Asad, « les Yeux du Lion »; le second, الجبهة al-Ğabha, comme « le Front » du Lion. Le dernier des quatre objets, soit β Leo, va prendre un nouveau nom dans le cadre du Lion gréco-arabe, savoir ذنب الأسد  Ḏanab al-Asad, « la Queue du Lion ». Voir la figure nommée « Les deux Lions arabes ».

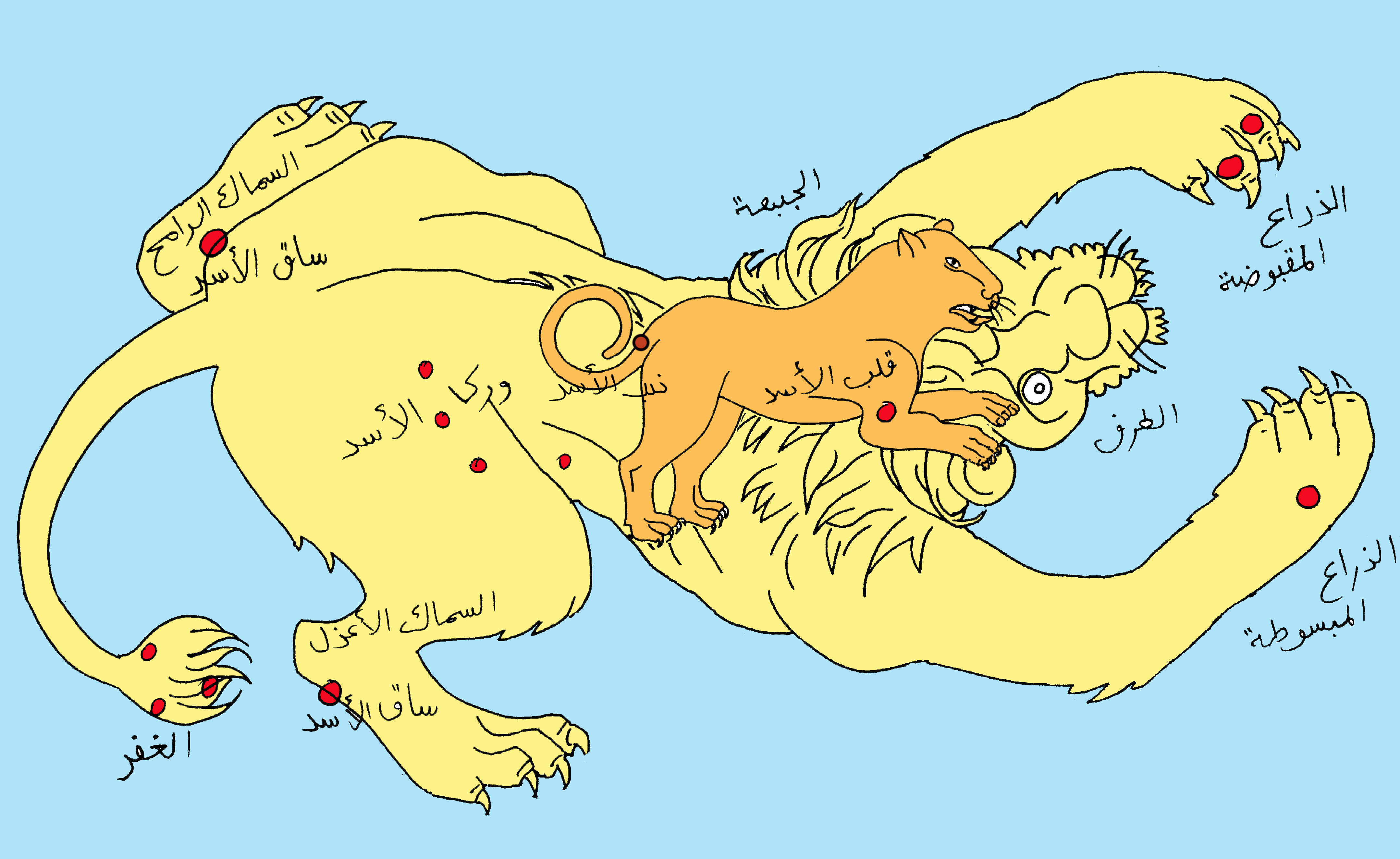
Les deux Lions arabes

### En Europe

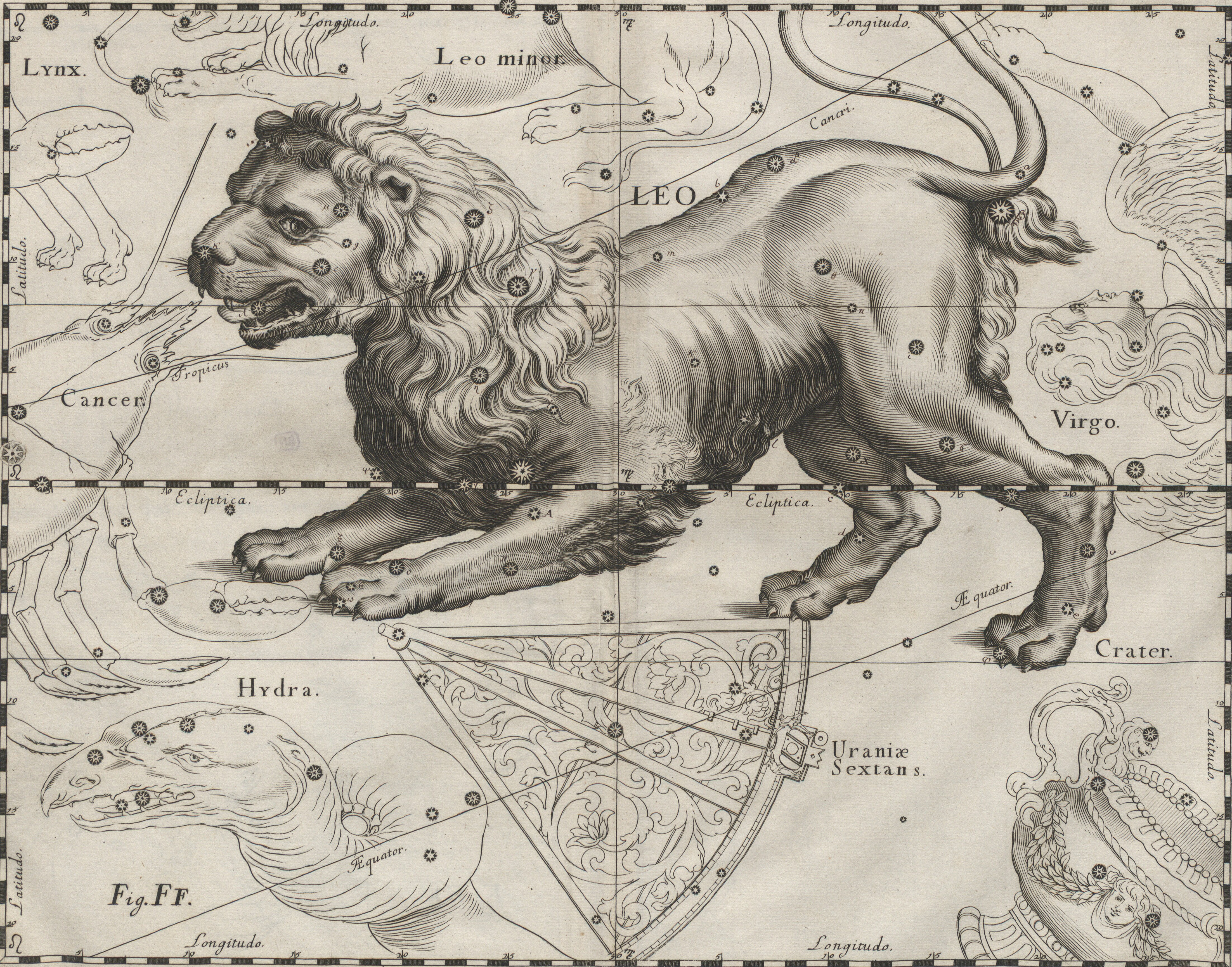
Le Lion dans l'Uranographia de Johannes Hevelius.

Au Moyen Âge, les clercs latins connaissaient le nom Leo par les encyclopédies et les quelques manuscrits des Aratea, c’est-à-dire les versions latines des Φαινόμενα d’Aratos, à leur disposition, mais ils connurent dès l’an mil le nom arabe de cette figure, alors que le nom grec n’était pas encore lu dans le texte, ce qui n’adviendra qu’à la Renaissance. On trouve par exemple, dans l’Uranometria de Johann Bayer (1603), une liste de noms connus dans les différentes langues, selon l’usage de l’époque. On n’y lit pas seulement  Λέων , mais encore notamment Alasid et Asit vel Asid, qui sont des transcriptions de l’arabe الأسد al-Asad. Ces noms figurent encore dans plusieurs catalogues jusqu’à ce que la nomenclature approuvée en 1930 par l’Union astronomique internationale (UAI) ne chasse définitivement les appellations autres que Leo, à l’exception du grec  Λέων .
La constellation voisine de la Chevelure de Bérénice était autrefois considérée comme un simple astérisme dans le Lion avant d'en être détachée.

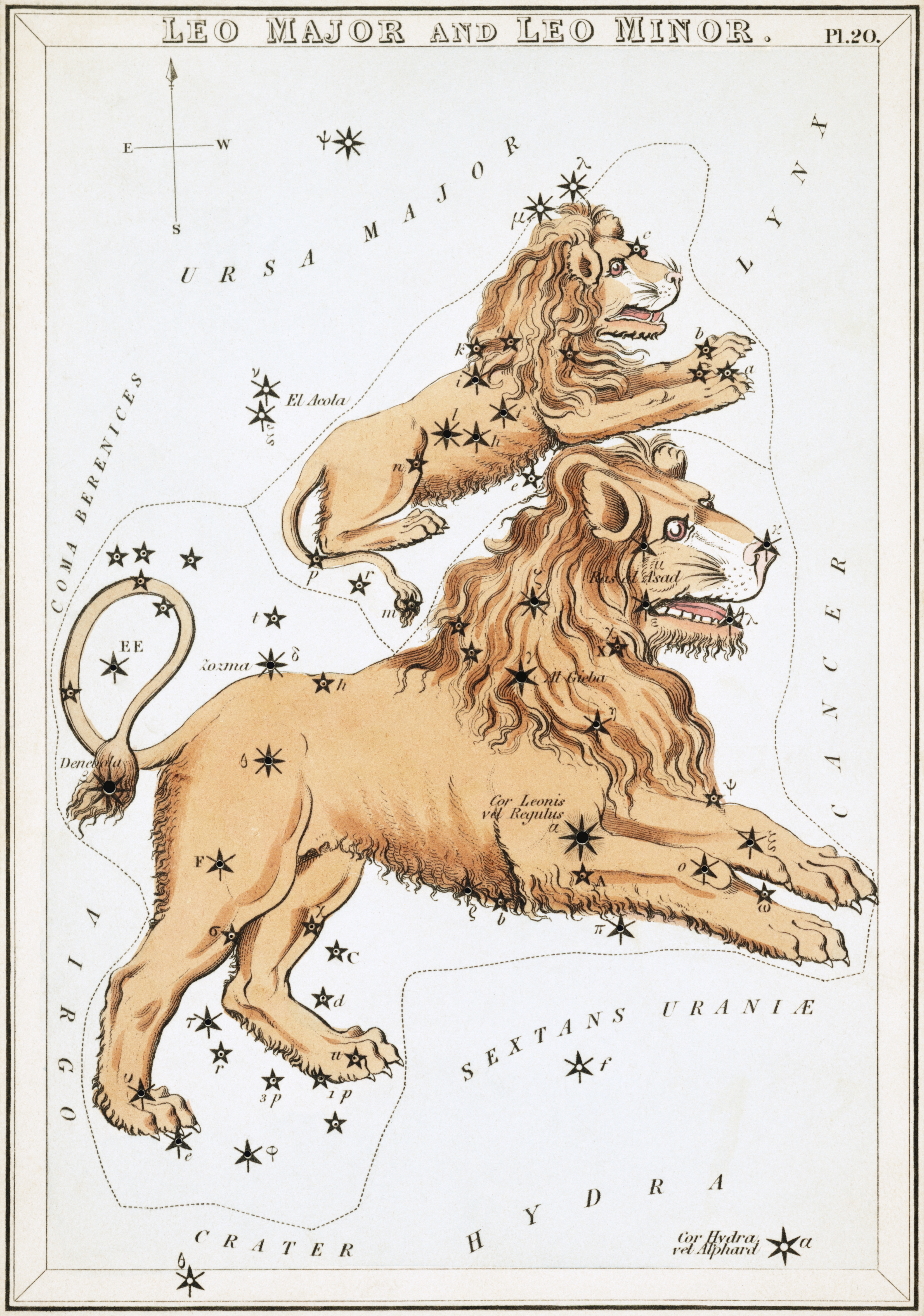
les figures de Leo Major et du Leo Minor dans lUrania's Mirror, Londres, 1824.

## Observation des étoiles

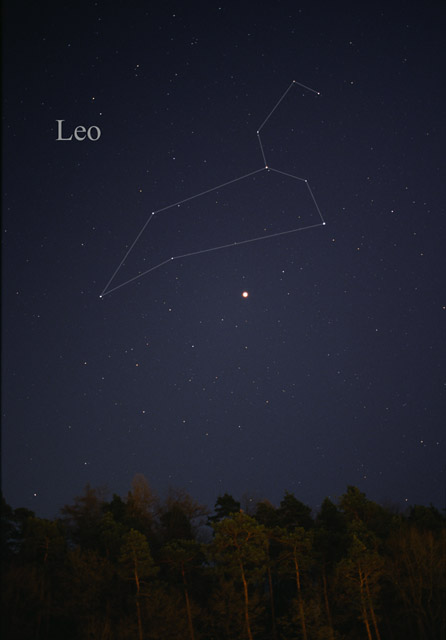
Constellation du Lion.

Visibilité nocturne de la constellation.

## Objets célestes

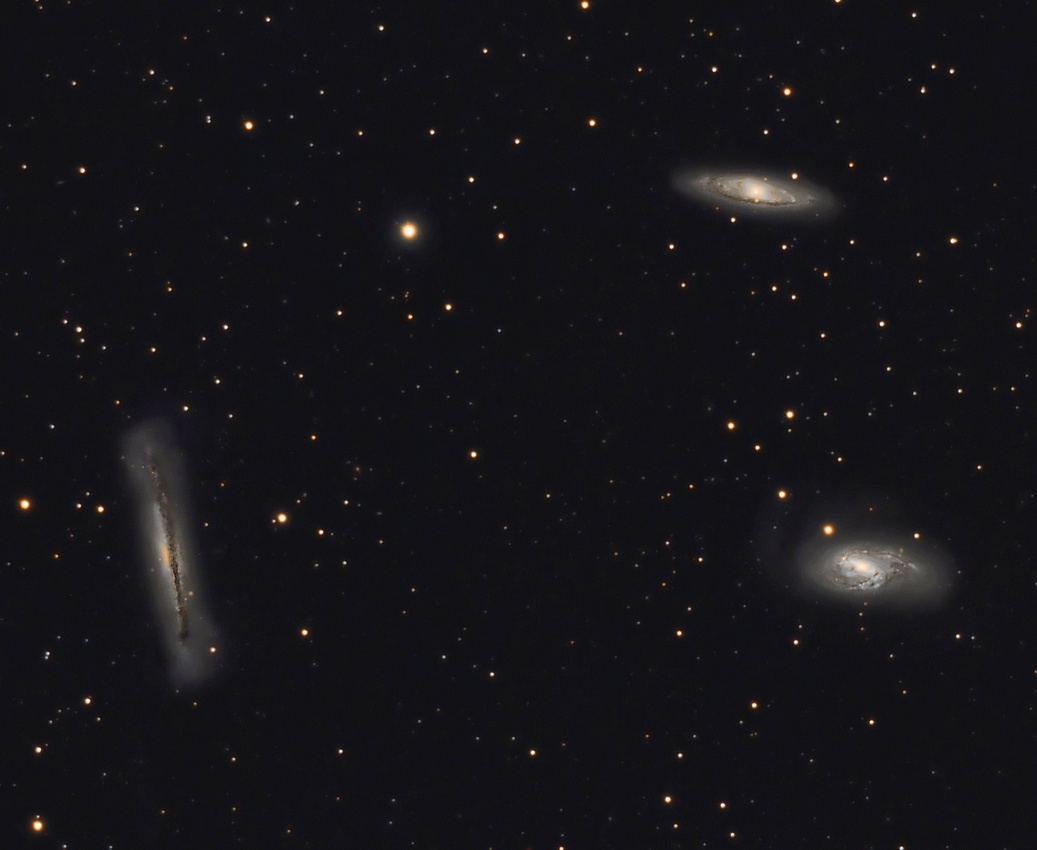
Les trois galaxies spirales M65, M66 et NGC 3628 forment le triplet du Lion.

### Le Lion comme signe du zodiaque

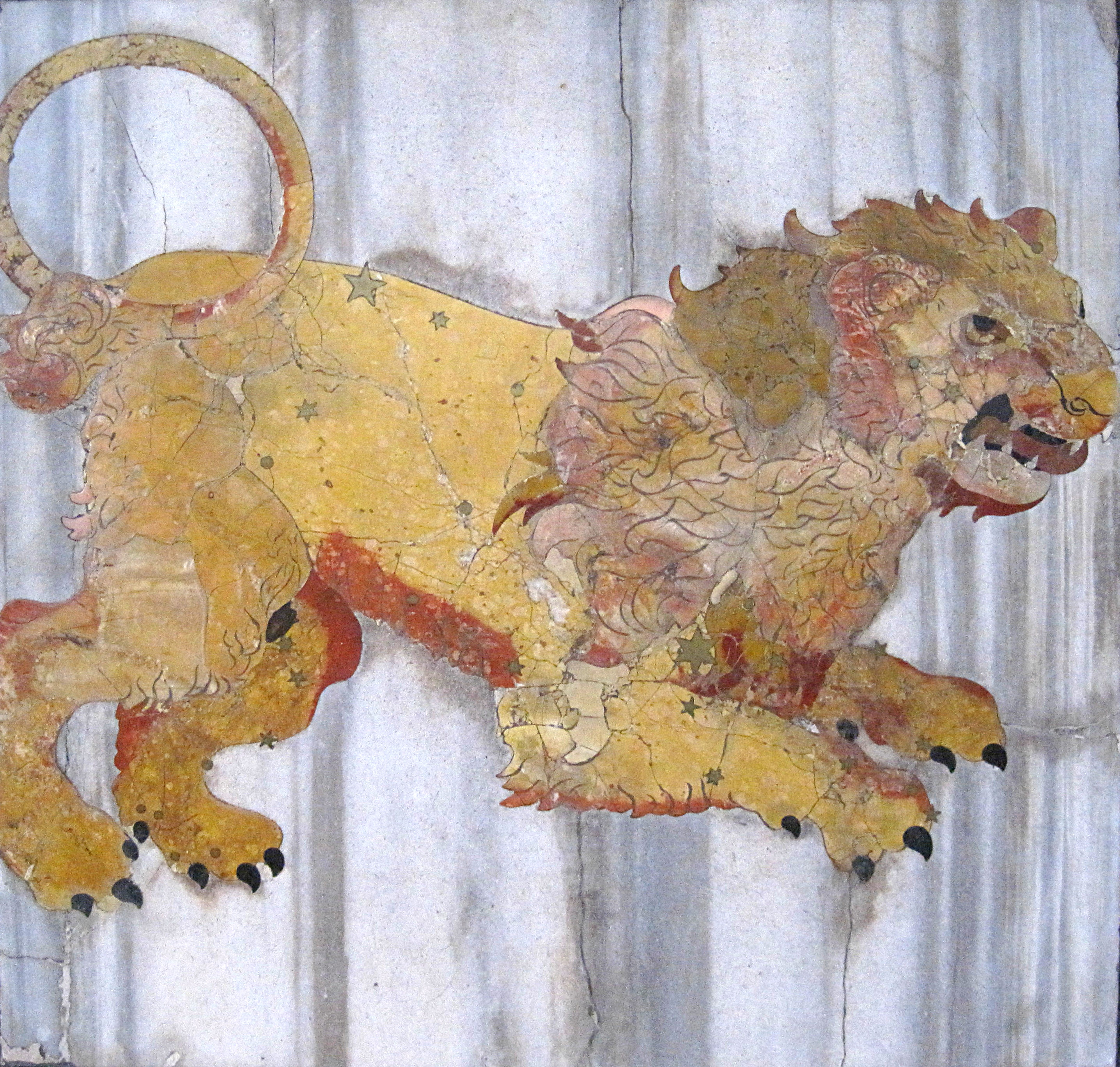
Signe zodiacal du lion ornant la méridienne de la Basilique Ste-Marie-des-Anges-et-des-Martyrs à Rome.